# Jonas Gustaf Lundberg
Jonas Gustaf Lundberg, född 25 mars 1830 i Ronneby, död 9 december 1888 i Slimminge, var en svensk präst, målare och tecknare.
Han var son till tullinspektoren August Lundberg och Christine Jeansen samt gift första gången 1864 med Kjerstin Maria Bergquist och andra gången från 1879 med Leontine Amalie Pauline von Leeb. Han blev student vid Lunds universitet 1853 och avslutade sitt liv som komminister i Slimminge. Vid sidan av sitt arbete sysslade han med målning och teckning. Det var något han inlett redan i ungdomsåren och som han sysslade flitigt med under studieåren. Han tecknade ett stort antal porträtt, enbart från födelsestaden finns ett hundratal bilder registerförda i en efterlämnad arbetsbok. Dessutom tecknade han av stadsbilder från de olika Blekingestäderna som senare litograferades. Någon av hans bilder återutgavs i boken Lund i närbild 1950.